# Hopea coriacea
Hopea coriacea är en tvåhjärtbladig växtart som beskrevs av William Burck. Hopea coriacea ingår i släktet Hopea och familjen Dipterocarpaceae. Inga underarter finns listade i Catalogue of Life.